# Smithville (Texas)
Smithville é uma cidade localizada no estado norte-americano de Texas, no Condado de Bastrop.

## Demografia
Segundo o censo norte-americano de 2000, a sua população era de 3901 habitantes.
Em 2006, foi estimada uma população de 4447, um aumento de 546 (14.0%).

## Geografia
De acordo com o United States Census Bureau tem uma área de
9,2 km², dos quais 9,1 km² cobertos por terra e 0,1 km² cobertos por água. Smithville localiza-se a aproximadamente 106 m acima do nível do mar.

## Localidades na vizinhança
O diagrama seguinte representa as localidades num raio de 32 km ao redor de Smithville.